# Ellard A. Walsh
Ellard Arthur Walsh (* 3. Oktober 1887 in Ottawa, Kanada; † 1. August 1975 in Stillwater, Washington County, Minnesota) war ein Generalmajor der Army National Guard. Er war unter anderem Kommandeur der 34. Infanteriedivision.
Ellard Walsh wurde in Kanada geboren zog aber schon bald mit seinen Eltern nach Minnesota. Im November 1905 trat er als einfacher Soldat der Nationalgarde dieses Staates bei. Die ersten Jahre bei dieser Truppe verliefen ohne besondere Vorkommnisse. Im Jahr 1916 wurde die Nationalgarde unter die Befehlsgewalt der Bundesregierung gestellt und an die mexikanische Grenze verlegt, wo es damals zu Streitigkeiten mit diesem Nachbarland kam.
Im Jahr 1917 wurde er inzwischen als Leutnant erneut mit der Nationalgarde seines Staates unter den Befehl der Bundesregierung gestellt und der 34. Infanteriedivision zugeordnet, die aus Einheiten der Nationalgarden von Iowa, Minnesota, Nebraska, Nord- und Süd-Dakota bestand. Die Division nahm im Hinblick auf einen Kriegseinsatz im Ersten Weltkrieg an Ausbildungsmaßnahmen teil und wurde in den Monaten September und Oktober 1918 auf dem europäischen Kriegsschauplatz eingesetzt. Dort nahm sie in Folge des Waffenstillstands Anfang November nicht mehr an Kampfhandlungen teil.
Nach dem Krieg setzte Ellard Walsh seine Laufbahn in der Nationalgarde Minnesotas fort. Im Jahr 1921 wurde er als Assistant Adjutant General Mitglied im Stab der Leitung der Nationalgarde. Am 1. Juli 1927 erreichte er mit seiner Beförderung zum Brigadegeneral die Generalsränge. Gleichzeitig wurde er als Adjutant General Kommandeur der Nationalgarde seines Heimatstaates. Dieses Amt hatte er zunächst bis Februar 1941 inne. In den Jahren 1928 bis 1930 war er gleichzeitig Vorsitzender der National Guard Association of the United States, einer Organisation, die alle Nationalgarden der USA vertrat.
Im Jahr 1934 schlug die Nationalgarde unter Walshs Führung einen Streik der LKW-Fahrer nieder, in dessen Verlauf es zu Gewaltausschreitungen gekommen war. Fünf Jahre später war die Nationalgarde nach einem Tornado erneut im Einsatz um in der betroffenen Stadt Anok die Ordnung aufrechtzuerhalten und vor Plünderungen zu schützen. Dabei wurde zwischenzeitlich sogar das Kriegsrecht über den Ort verhängt.
Im Vorfeld des amerikanischen Eintritts in den Zweiten Weltkrieg wurde die zwischenzeitlich inaktivierte 34. Infanteriedivision reaktiviert und dem Bund unterstellt. Die Division bestand erneut aus Einheiten verschiedener Nationalgarden und Ellard Walsh war zwischen Februar und August 1941 Divisionskommandeur. Die Division nahm damals an mehreren Manövern teil. Aus gesundheitlichen Gründen gab er im August 1941 sein Kommando an Russell P. Hartle ab.
In der Folge übernahm er wieder sein vorheriges Amt als Kommandeur der Nationalgarde von Minnesota, das er bis 1949 bekleidete. Einen Einsatz im Zweiten Weltkrieg hatte er daher nicht. Ab 1943 leitete er erneut die National Guard Association of the United States. Er hatte während des Zweiten Weltkriegs auch als Kommandeur der Nationalgarde keine allzu große Truppe unter seinem Kommando, weil die meisten Angehörigen der Garde in anderen Einheiten im Kriegseinsatz waren.
Ellard Walsh starb am 1. August 1975 und wurde auf dem Green Prairie Cemetery in Morrison in Minnesota beigesetzt.